# Friedenstalbach
Der Friedenstalbach ist ein Nebenfluss der Selke im Unterharz in Sachsen-Anhalt. Der Name entstammt dem durchflossenen Tal, an das -bach rangehängt wurde.

## Beschreibung
Entlang des Gebirgsbaches führt der Königsweg – Weg deutscher Kaiser und Könige. Der Friedenstalbach entspringt bei Friedrichsbrunn. Der Bach wird in seinem Verlauf zweimal aufgestaut. Das erste Mal im Bergrat-Müller-Teich, der die zwei aus vier Quellen gespeisten Quellbäche aufstaut, und 400 Meter weiter flussabwärts im Erichsburger Teich. Der Friedenstalbach mündet bei Alexisbad linksseitig an Fließkilometer 46,9 in die Selke.
Der Friedenstalbach ist, von Besiedlung und Morphologie her, neben dem Krebsbach der wertvollste Bach des Selke-Flusssystems. Beide Bäche sind ein bedeutender Wiederbesiedlungspool der Selke.